# 그리스 국영방송
그리스 공영방송(그리스어: Ελληνική Ραδιοφωνία Τηλεόραση 엘리니키 라디오포니아 틸레오라시[*], ERT)은 1938년에서 2013년, 그리고 2015년부터 현재까지 운영되는 그리스의 공영 방송으로, 유럽방송연맹의 회원으로 자금 조달금 88%를 라이선스 비용으로 충당하고 있다. 수신료는 방송 재원의 약 85~90% 정도를 차지하여 전기 요금와 합산해서 청구하였고, 제한적인 상업광고를 편성한다.

## 역사

### 개국 ~ 2013년
ERT는 1938년에 EIR(그리스 라디오 재단)으로 개국하였고, 제2차 세계 대전 중 나치 독일에 의해 점령당해 중단되었지만, 전후 국제 라디오와 3개의 국내용 라디오를 운영하였다.
텔레비전은 1965년에 시험 방송이 시작되었고, 1966년에 방송이 시작되었다. 그 해 EIRT(그리스 라디오·텔레비전 재단)으로 이름을 바꿨다. 그리스 군사 정권 시대이 막을 내린 1974년까지는 국영 방송이었으나, 1975년에 현재의 ERT란 이름으로 바뀌면서 공영화되었다. 그 후 1982년에 국군 방송인 YENED를 인수 받아 ERT2로 이름을 바꾸었고, 1987년에 ERT2가 ERT에 완전히 합병하였다. 1988년에 ERT3이 개국하였다.

### 2013년 ~ 현재
2013년 6월 11일 그리스 정부는 긴축 정책의 일환으로 ERT의 폐쇄를 발표하였다. 정부에서는 예산과 인력이 많음에도 시청률이 매우 낮았고 부패의 온상이라는 이유라고 발표하였다. 그러나 실상으로는 ERT가 여당인 신민주주의당(ND)에 비판적이기 때문에 신민주주의당에서 ERT를 폐쇄하려 했다는 이야기가 있다.
현지 시간 2013년 6월 11일 17시 45분에 모든 채널에서 방송을 종료하였다. 이 폐쇄로 인해 약 2600명의 직원이 해고되었다. 발표 당일 자정에 급하게 방송을 중단하면서 그리스 국민들의 반발이 컸으며 이후 수천 명이 방송국 앞으로 몰려와 철회를 요구하는 시위를 벌였다. 야당인 좌파 정당 시리자와 3당 연합정권을 구성하고 있는 범그리스 사회주의 운동(PASOK)과 민주좌파당도 이를 반대하였다.
ERT의 폐쇄에 반발한 직원들은 계속 남아서 ERT의 방송을 인터넷을 통해 유지했다. 유럽 방송 연맹은 이 폐쇄조치를 최악의 검열 형태라 비난하였고, ERT의 인터넷 방송을 지원했다.
그리스 정부는 가능한 빨리 새로운 체제를 확립하고 방송 재개를 목표로 하고 있으며, 8월 즈음에 NERIT(ΝΕΡΙΤ)이란 단체를 만들겠다는 발표를 하였다.
같은해 6월 17일 그리스 최고의 행정법원은 폐쇄명령은 위법이나 정부가 방송국을 다룰 권리는 인정하였다. 그리고 ERT의 폐쇄에 관련하여 민주좌파당이 연합정권을 탈퇴하였다. 정부는 연합정권 해체를 막기 위해 개각을 단행하는 등의 조치를 하였다.
이후 그리스 정부에서 ΔΤ(DT)라는 임시 텔레비전 방송을 운영하였고, 2014년 5월 4일 신그리스 라디오 인터넷 텔레비전(NERIT)으로 새로 개국하였다.
2015년 그리스 총선거에서 급진좌파연합과 독립 그리스인의 연립 정권이 승리하였는데, 연립 정권의 공약으로 ERT의 방송 재개가 포함되어 있었다. 2015년 4월 28일 그리스 의회에서 ERT의 방송 재개에 대한 법률이 통과되었고, 2015년 6월 11일 오전 6시에 NERIT가 폐국되고, ERT의 방송이 2년 만에 재개되었다.

## 방송 채널

### 라디오
- ERA1 (Πρώτο Πρόγραμμα) : 뉴스, 시사, 토크 채널. 주파수 91.6 ~ 105.8
- ERA2 (Δεύτερο Πρόγραμμα) : 대중 음악 채널. 103.7 ~ 102.9
- ERA3 (Τρίτο Πρόγραμμα) : 클래식, 문화 채널. 90.9 ~ 95.6
- ERA Spor (ΕΡΑ Σπορ, ERA4) : 스포츠 채널. 101.8~ 100.9
- 그리스의 소리 (ERA5) : 국제 방송. 2013년 6월에 중단되었다가 2013년 6월 24일에 방송을 재개하였다.
- Kosmos
- FILIA

### 텔레비전
- ΕΡΤ1(ERT 1) : 1966년 2월 23일 개국. 아테네에서 송출. 1982년까지는 ERT였으나 YENED가 ERT2로 바뀌면서 ERT1이 되었다. 1987년 ERT2와 합병하면서 ET1로 채널명이 바뀌었다. 1993년~1994년 사이에 잠시 동안 ENA란 명칭을 사용하기도 하였다. 2013년 방송이 중단되었다가 2015년 ERT1란 이름으로 재개국 하였다. 2020년 12월 1일부터 HD 방송.
- ΕΡΤ2(ERT 2) : 1966년 2월 27일 개국. 아테네에서 송출. 본래 이 채널은 국군 방송인 YENED(1970년까지는 TED)였으나, 1982년에 민간 정부에 넘겨져 ERT2로 바뀌고, 1987년 ERT에 완전히 흡수되면서 ET2로 바뀌었다. 1997년에는 다큐멘터리와 스포츠, 뉴스 중심의 채널로 개편하면서 NET로 바뀌었다. 2013년 ERT의 폐쇄 이후 직원들이 남아 NET의 인터넷 방송을 2013년 11월까지 방송하였고, 2015년 6월 11일에 ERT2로 재개국 하였다. 2020년 12월 1일부터 HD 방송.
- ΕΡΤ3(ERT 3) : 1988년 12월 14일 개국. 다른 채널과 달리 테살로니키에서 송출하고 있다. 개국이후 ET3이란 명칭을 사용하였으며, 2013년 ERT의 폐쇄 이후 직원들이 남아 인터넷 방송을 계속하였으며, 테살로니키에서 ERT3이란 방송명으로 4개의 지역 라디오 채널과 함께 방송을 운영하였다. 2015년 6월 11일에 지상파 방송을 재개하였다. 2020년 12월 1일부터 HD 방송.
- ΕΡΤ Sports(ERT Sports) : 2011년 4월 27일 개국한 ERT HD라는 이름의 HD 전용 채널을 2019년 2월 9일 스포츠 채널 ERT Sports로 재개국했다. 2020년 12월 1일 지상파 대역을 ERT1 HD에 내주고 인터넷 채널로 전환.
- ERT World : 1996년 개국한 국제 위성 채널.
- ERT Digital (2012년 폐지)
  - Ciné+ : 영화 채널 (2006~11)
  - Sport+ : 스포츠 채널 (2006~11)
  - Prisma+ (2006~12)
  - Cinesport+ : 영화 및 스포츠 채널 (2011~2)
  - Studio+ : 음악 채널. (MAD TV와 관련) (2006~7)
  - Info+ : 뉴스, 시사 채널 (2008~12)